# Салівка (Кременчуцький район)
Са́лівка — село в Україні, у Горішньоплавнівській міській громаді Кременчуцького району Полтавської області. Населення становить 920 осіб. Колишній центр Салівської сільської ради.

## Географія
Село Салівка знаходиться на берегах річки Кобелячок, яка через 2 км впадає в річку Дніпро, неподалік Кам'янського водосховища, вище за течією на відстані 0,5 км розташоване село Петрашівка, нижче за течією примикає село Карпівка. За 47 км від райцентру й за 24 км від залізничної станції Потоки, за 12 км від м. Горішні Плавні.

## Походження назви
Існує декілька версій. Перша свідчить про те, що після розпаду Запорозької Січі у XVIII ст. частина запорожців розійшлась по Україні. Один козак на прізвище Сало поселився на території майбутнього села. Від його імені й пішла назва Салівка.
Друга версія трактує походження назви села від прізвища пана Саловського, який нібито й заснував село. Попервах воно називалося Саловське, а пізніше було скорочено на Салівку, тобто набуло типовішої для цих країв форми. Друга версія, на нашу думку, більше схожа на правду, хоча жителі села, тобто їхня більшість, вірять у першу.

## Історія

### Давня історія
На околиці села розташований курган, що має власну назву — Зозулина Могила або Могила Махнівка. Він знаходиться на території колишньої тракторної бригади.  
На  околиці Салівки (поряд з Шматківським гранкар’єром, в урочищі «Роблена могила» на лівому березі р. Дніпро) розташована група курганів.  
Група курганів складається з 15-ти насипів (за іншими данними12 насипів) (уточнена розвідковими обстеженнями О.Б. Супруненка), Майдан «Роблена Могила» задернована, інші насипи розорюються. Розміри (висота х діаметр): від 0,40 х 20 м до 3,50 х 40 м.
І-І тис. до н.е. до бронзи, ранній залізний вік.
Де-факто курганна група розміщена в межах Кобеляцького району.
Оглядалася О.Б. Супруненком (1982 р., 2008 р.), К.М. Мироненком (2010 та 2011 рр.).

### Заснування
Ймовірно село було засноване  напркінці 17 - 18ст. з окремих хуторів. 
У 1900 році налічувалося 130 дворів та 692 жителя. 
До 1900 р. майже 100% населення Салівки було неписьменним. Освіту мали поміщики та селяни-самоучки (Плахотник, Саква, Чорнобривець). Школи в селі не було, але з 1890 року стали організовуватись хати-школи, в яких учителями були люди, які вміли читати й писати.  
На початку 1900 року населення Салівки виклопотало перед священним синодом дозвіл на будівництво церкви-школи, але організатори будівництва спорудили школу окремо від церкви, хоч вона називалась церквою-школою з трирічним навчанням. 
У 1902 році будівництво   було   закінчене.   Першими   вчителями   були   Лагвінов   Василь Михайлович, Бугайов Іван Андрійович, Сердюк Орина Степанівна, яка працювала до 1917 р. Основними предметами в церковно-приходській школі були закон Божий, слов’янська і російська мови, арифметика, каліграфія. Основним підручником був «Сіятель», у якому були елементи з історії Росії, природознавства і географії. Закон Божий читав священник і колективно. Кращі учні повинні були читати у церкві і співати разом з церковним хором. Кожного дня перед уроками учнів ставили на молитву. Щоб підтримувати дисципліну, школярів фізично карали та залякували богом. У церковно-приходській школі навчалися діти більш заможних селян, переважно хлопці. 
До Салівської громади Келебердянської волості належали такі хутори: Бабці, Білецький, Городянки, Карпенки, Колесники, Плахотники, Проценки, Сакви, Стогніївка, Швеці (Шевці). 
У виданні "Волости и важнейшие селения Европейской России. – Вып. 3: Губернии Малороссийские и Юго-Западные: Харьковская, Полтавская, Черниговская, Киевская, Волынская, Подольская (російська)" 1885 року Салівка описана в розділі найважливіші поселення волості : хутір, в минулому державний, при річці Кобелячок, дворів - 103, жителів - 550, постоялий двір.
У 1899 збудовано дерев'яну Благовіщенську церкву, при якій діяла церковно-парафіяльна школа. 
У 1910 - 149 дворів та 819 жителів. 
У 1911 році на хуторі Салівка проживало  785 чоловік.
У 1913 році - 149 дворів та 819 жителів. 
Після 1917 року школу відокремили від церкви, вона стала чотирьохкласною.  Під час громадянської війни школа була закрита, бо не було вчителів та палива. 

### За часів радянської влади
Радянський режим проголошено в січні 1918 року.  
З березня 1923 р по вересень 1930 р входила до складу Потіцького району Кремечуцької округи.  
У 1923 році налічувалося 307 жителів.
У 1926 році 191 двір та 848 жителів. 
У 20-х роках була збудована нова школа з цегли в околицях теперішньої Салівки. У 1927 - 1928 рр. початкова школа була реорганізована у семирічну. 

### Друга Світова війна
Під час німецько-фашиської окупації (3.ІХ 1941 - 29.ІХ 1943) гітлерівці стратили 4 мирних жителів, вивезли на примусові роботи до Німеччини 121 чол. У роки окупації в селі школа працювала лише кілька місяців у 1941 -1942 рр. 

### Нове село
У 60 - 70х роках 20 ст. в зв'язку з спорудженням Кам'янського водосховища село перенесено північніше на нове місце і разбудовано за єдиним планом. Радіофіковано, електрифіковано, газифіковано. Діє водогін. Більшість вулиць заасфальтовано. 
Станом на 1967  в селі був  колгосп ім. Леніна, центральна садиба якого міститься в селі, має 2800 га землі. Сірий граніт і глина, яких є багато в Салівці, використовуються як будівельний матеріал. Сільраді підпорядковувались населені пункти Карпівка, Келеберда, Кобелячок, Малики, Махнівка, Петрашівка.  
У Салівці на 1967 р.  - середня школа (нова побудована замість старої), бібліотека, будинок культури, лікарня, побуткомбінат, сільмаг.

### Новітня історія
З квітня 2019 року село приєднано до Горішньоплавнінської міської громади. 

## Економіка
Молочно-товарна (неіснує), птахо-товарна. Свинячо-товарна і вівці-товарна ферма (також не існує), машинно-тракторні майстерні після приватизації припинили своє існування.

## Соціальна сфера
- Фельдшерсько-акушерський пункт;
- Будинок культури (в аварійному стані);
- Школа;
- Стадіон;

## Транспорт
Через село проходять автодороги місцевого значення:
- 01711149 Кобелячок - Салівка
- 01711150 Горішні Плавні - Салівка - Озера
- 01711151 Горішні Плавні - Салівка - Озера - Келеберда
- С170832 Горішні Плавні - Салівка - Озера - Солошине
- С170833 Горішні Плавні - Салівка - Озера - Черемушки
- С171127 Кобелячок - Салівка - Кобелячок
- СІ71130 Салівка - Петрашівка
- СІ71131 Салівка - Карпівка

## Визначні пам'ятки
- Братська могила радянських воїнів загиблих у 1941р і 1943р
- Пам'ятник полеглим воїнам у роки Другої Світової війни (1952р)

## Відомі люди
- О. М. Гарагуля - лауреат Державної премії (раціоналізатор по литву)